# 文月かな
文月 かな（ふみづき かな、 7月16日 - ）は、日本の女性声優。主にアダルトゲームに出演。

## 出演作品

### ゲーム

#### 2001年
- こんなアタシでも…（東雲真冬）
- ゴメンなさい…アタシのせいで（間宮 渚）※ 喜多見千里名義

#### 2002年
- 崖っプチ家計簿（役名不明）
- KISS×200 とある分校の話（夕暮 秋）※ 喜多見千里名義
- こんな魔法少女…アタシはレミィ（ドレッサー）※ 喜多見千里名義
- 地獄荘へようこそ（間宮 琴梨）
- ほしまつりのうた（本多 弥生）
- 雪蛍（茂原 つばさ）

#### 2003年
- 詩乃先生の誘惑授業（所 里香）
- 淫獄の館（春江）
- 淫肉乱舞 〜美肉を喰らえ〜（麗淫）
- 永遠のアセリア - The Spirit of eternity sword -（夏 小鳥）
- Orange Pocket -オレンジポケット-（前原 羽弥）
- 感覚の鋭い牙（アールヴァレリー）※ 喜多見千里名義
- Clover Heart's（御子柴 玲亜）
- DA・パンツ!!（久住 利香）
- ぷるるん授業（町屋 理恵）
- もえべん 〜いとこ（妹）はふすまごし〜（郁、たまき)）

#### 2004年
- 妹れしぴ（クリスティ）
- 永遠のアセリア EXPANSION -The Spirit of Eternity Sword-（シアー）
- 遠隔操作 〜蜜肉に埋めこまれたリモコンバイブ〜（中島 優衣）
- KISS×300 こんな世界（霧川 亜希乃） ※ 喜多見千里名義
- Clover Heart's looking for happiness（御子柴 玲亜）
- シスターシスター 〜恋のハートフルパニック〜（撫川 芽玖）
- 3days 〜満ちてゆく刻の彼方で〜（広原 月子）
- ナイトウィザード 魔法大戦 〜The Peace Plan to Save the World〜（夜ノ森 風音）
- Pink Style（リィオ・シャルマン）
- Fifth Aile 〜フィフス エイル〜（ホノカ）
- フォーチュンクッキー（鷹弥 恋）
- まじれす!! 〜おまたせ♪Little-wing〜（ロッテ・カルツ）
- Like Life（三葉、校門）
- Reverse desire 〜裏返る欲望〜（新村 蓮香）
- バルバロイ -BARBAROI-  （天海みはる）

#### 2005年
- イース -ナピシュテムの匣-（リーヴ、セラ、シア）
- 桜華 -おうか-（紗雪）
- おすめす☆たいむすりっぷ!（柊 真穂）
- KISS×400 懐かしき日々の連続（網浜 真珠）※ 喜多見千里名義
- Clover Heart's append disc TOYつめちゃいましたっ（御子柴 玲亜）
- 秋色恋華（戸倉 翼）

#### 2006年
- 桜華 〜心輝かせる桜〜（紗雪）
- 終末少女幻想アリスマチック（中条 黒衣）
- Sweet Pleasure NEW STYLE（水谷 七菜）
- スピたん Spirit Expedition -in the Phantasmagoria-（シアー・B・ラスフォルト）
- スピたん SPECIAL BOX（イオ、紡ぎ）
- Triptych（レイ）
- 初恋撫子（エクルー）

#### 2007年
- 聖なるかな -The Spirit of Eternity Sword 2-（夏 小鳥、レチェレ）
- にーづまかぷりっちょ!（蜜実・アーネスト・永遠子）
- Purely 〜その狭い青空を見上げて〜（墨崎 千紗）

#### 2008年
- 秋箱（戸倉 翼）

## インターネットラジオ
- KISS×∞

## CD
- Clover Heart's 〜four leaves' summer〜 #1
- Clover Heart's 〜four leaves' summer〜 #2